# Kapela ze Wsi Warszawa
Kapela ze Wsi Warszawa (ang. Warsaw Village Band; do 1998 Kapela ze Wsi) – polski folkowy zespół muzyczny.

## Działalność
Zespół został założony w Warszawie w 1997 pod nazwą Kapela ze Wsi. W marcu 1998 muzycy zajęli drugie miejsce w Radiowym Konkursie Muzyki Folkowej „Nowa Tradycja”, w którym zdobyli także nagrodę publiczności. W tym samym roku wystąpili podczas Festiwalu Muzyki Ludowej Mikołajki Folkowe w Lublinie, na który – wskutek przejęzyczenia się konferansjera – zostali przedstawieni pod nazwą Kapela ze Wsi Warszawa, którą przyjęli na stałe. W tym samym roku wydali debiutancki album studyjny pt. Hop SaSa. W 2000 zaczęli grać koncerty w Europie Zachodniej, spotykając się ze znacznym zainteresowaniem mediów i publiczności. Ich występ na festiwalu Tanz & Folk Fest Rudolstadt został uznany przez magazyn muzyczny „Folk World” jako drugi najlepszy występ folkowy roku.
W 2001 wydali album pt. Wiosna Ludu, który został wznowiony w 2003 w Niemczech przez wydawnictwo world music – JARO.
9 marca 2004 otrzymali nagrodę BBC Radio 3 Awards for World Music w kategorii „Newcomer”. W tym samym roku podjęli współpracę z kompozytorem Jackiem Wallem, dla którego współzrealizowali muzykę do gry komputerowej Myst IV: Objawienie. 25 października tego samego roku wydali w Niemczech, nakładem labelu JARO, album pt. Wykorzenienie, który został uznany przez redakcję miesięcznika „Stereo” za jedną z trzech najlepszych płyt roku w kategorii „muzyka zagraniczna” Polskie wydanie płyty ukazało się w sprzedaży 26 stycznia 2005, zespół wydał płytę także na europejskim i amerykańskim rynku (nakładem wytwórni World Village/Harmonia Mundi) oraz w Japonii (PopBiz Ltd).
W trakcie trasy koncertowej po Japonii w 2005 wzięli udział w tworzeniu ścieżki dźwiękowej do krótkometrażowego filmu anime Moondrive, będącego częścią cyklu Genius Party Beyond. W 2006 otrzymali Fryderyka za najlepszy album folk/etno (za Wykorzenienie) i znalazła się w gronie 10 nominowanych albumów do nagród amerykańskiego przemysłu muzycznego Grammy w kategorii „polka”. Byli bohaterami filmu dokumentalnego BBC pt. „Kapela ze Wsi Warszawa w podróży” (reż. J. Sosiński), będącego częścią serii dokumentalnej „Roots Of Europe”. Zespół wziął udział w akcji Stowarzyszenia Nigdy Więcej „Muzyka Przeciwko Rasizmowi”.
W 2007 otrzymali nagrodę Machiner dla najlepszego zespołu oraz za sukces na świecie.
W 2008 wydali album z remiksami pt. Wymiksowanie oraz przygotowali muzykę do spektaklu teatralnego Muzykanty Wielkiego Pola (reż. C. Studniak) wystawionego w Teatrze Capitol we Wrocławiu. Sztuka została zarejestrowana przez Telewizję Polską, a następnie wielokrotnie emitowana, jak też wydana na płycie DVD.
W listopadzie 2008 wydali album pt. Infinity, którą amerykański portal internetowy Popmatters uznał za najlepszą płytę roku w kategorii world music i uplasował na 36. miejscu na liście wszystkich produkcji muzycznych roku. W ramach promocji albumu wyruszyli w trasę koncertową po USA. W styczniu 2009 otrzymali Fryderyka za najlepszy album folkowy (Wymixowanie). W kwietniu 2010 za Infinity otrzymali nagrodę Folkowego Fonogramu Roku i Fryderyka za najlepszy album – folk/world music.
W lipcu 2010 zespół opuścili Maja Kleszcz i Wojtek Krzak, producenci Infinity, a ich miejsce w składzie zajęli skrzypaczka Ewa Wałecka i kontrabasista Paweł Mazurczak. 1 lipca 2011 w ramach koncertu EUharmonia zagrali wspólnie ze szwedzkim zespołem Hedningarna, z którym odbyli także sesję nagraniową.
W lutym 2012 ponownie wylecieli do USA, gdzie – na zaproszenie dyrygenta i kompozytora Andy’ego Teirsteina – wzięli udział w stworzeniu i wykonaniu muzyki do spektaklu A blessing on the moon, part 1: Color of Poison Berries, którego premiera odbyła się na festiwalu Chutzpah! Festival w Vancouver w Kanadzie. W marcu 2012 nakładem Karrot Kommando wydali w Polsce album pt. NORD.
W czerwcu 2012 wystąpili w Białymstoku z Orkiestrą Opery i Filharmonii Podlaskiej. W lipcu tego samego roku na festiwalu Kręgi Sztuki w Cieszynie zagrali koncert z okazji 15-lecia działalności. We wrześniu otrzymali nagrodę Ministra Kultury i Dziedzictwa Narodowego w kategorii „twórczość ludowa”. W listopadzie 2012 za NORD otrzymali kwartalną Nagrodę Niemieckiej Krytyki Fonograficznej w kategorii „muzyka świata”. W listopadzie odbyli trasę koncertową z Mercedes Peón, z którą dokonali także wspólnych nagrań. W grudniu, w trakcie koncertu jubileuszowego „15,5”, zarejestrowanego przez TVP Kultura, zostali uhonorowani medalem pamiątkowym „Pro Masovia” za „wybitne zasługi oraz całokształt działalności” na rzecz województwa mazowieckiego.
W rocznym zestawieniu World Music Charts Europe 2012 „NORD” zajął 15. miejsce pośród 1009 nominowanych albumów, wyróżniony został przez Polskie Radio tytułem „Folkowego Fonogramu Roku”, polscy internauci uznali go za „najlepszy folkowy album roku” w plebiscycie „Wirtualne Gęśle” 2012, a zespół otrzymał nominację do nagród „Songlines Music Awards” 2012 w kategorii „Best Group”. W czerwcu 2013 muzycy wystąpili wspólnie z Mercedes Peón na festiwalu Ethno Port Poznań, a w lipcu zagri ze śpiewakiem ludu Saami, Torgeirem Vassvikiem, w ramach 15. Festiwalu Rozstaje na Rynku Głównym w Krakowie.
Obecni i byli członkowie zespołu udzielają się także w innych polskich grupach i projektach folkowych (R.U.T.A., Żywiołak, Village Kollektiv, IncarNations, Stilo, Swoją Drogą, Kaptoszki) oraz punkowych (Antidotum).

## Instrumentarium

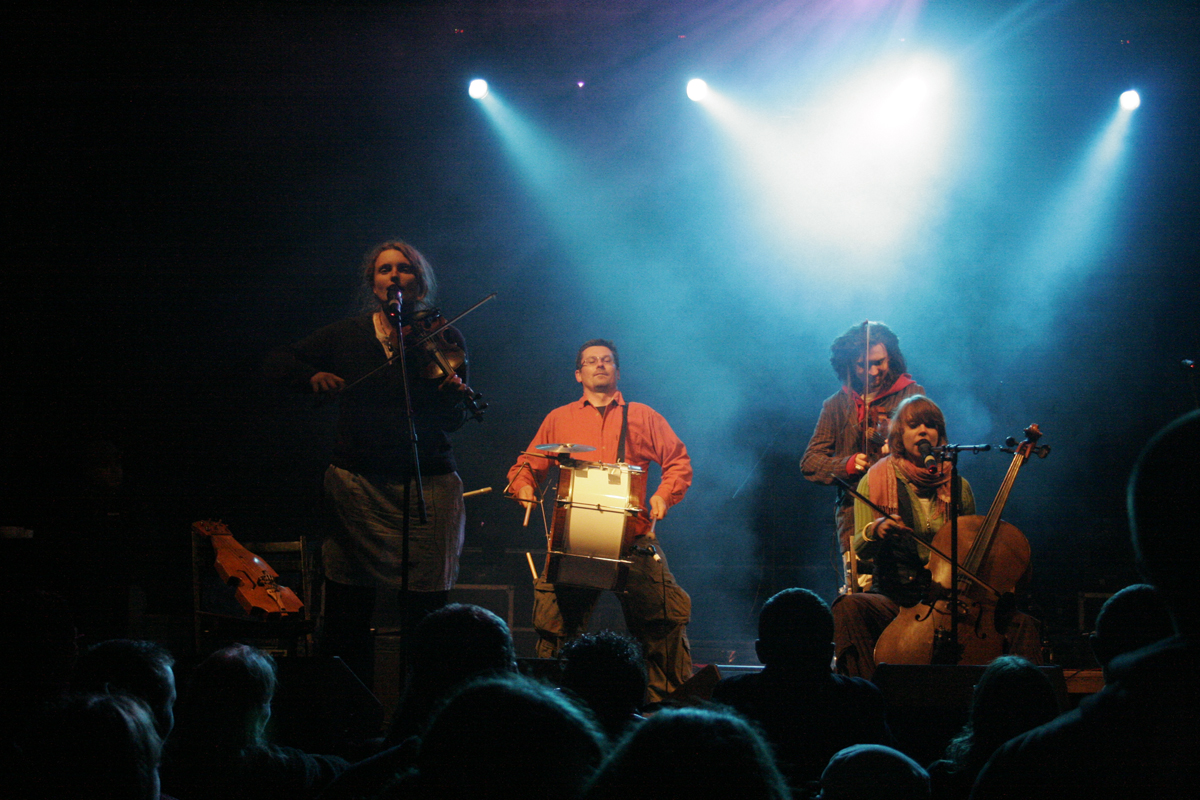
Koncert w Suwałkach (2007)

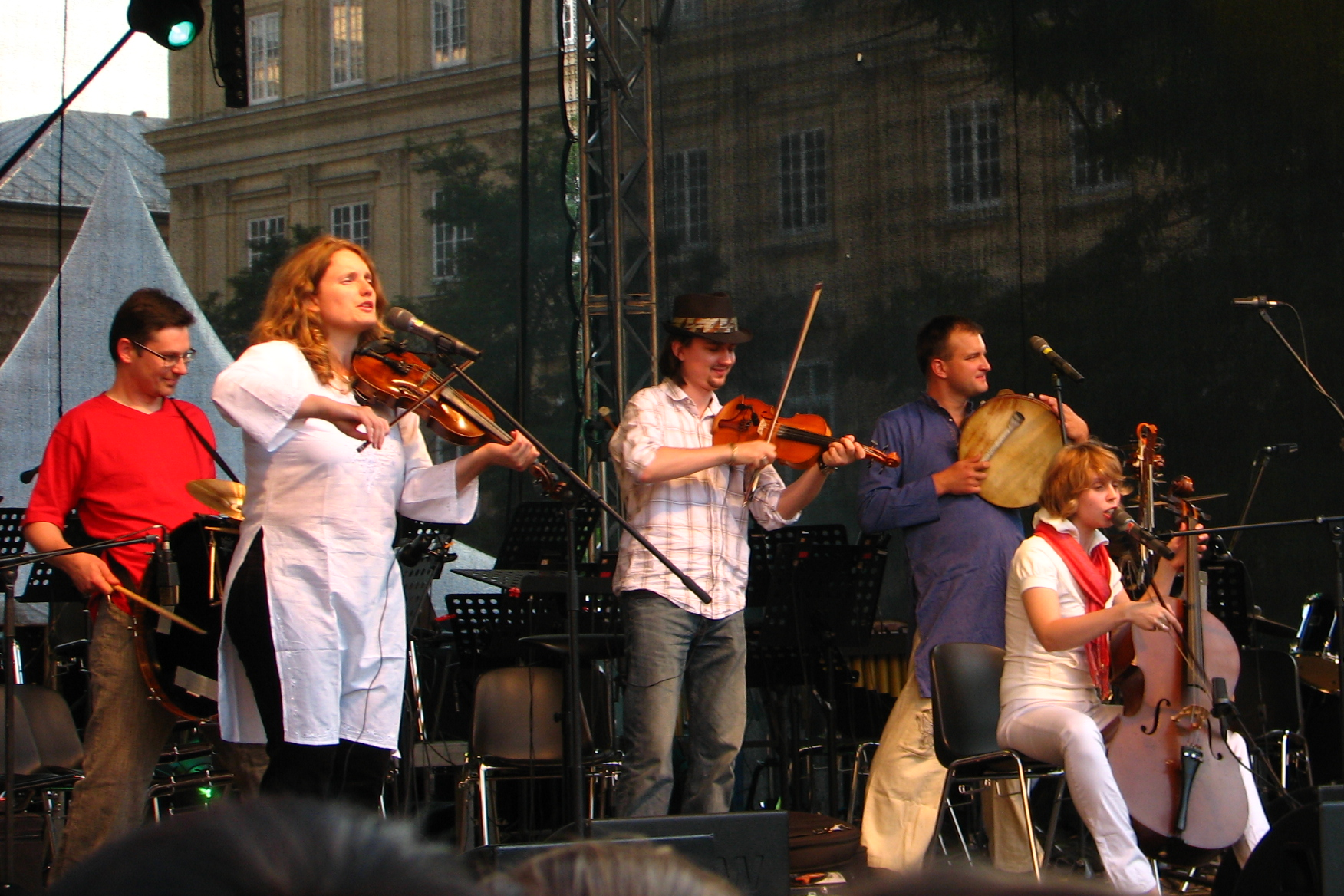
Koncert w Krakowie (2008)

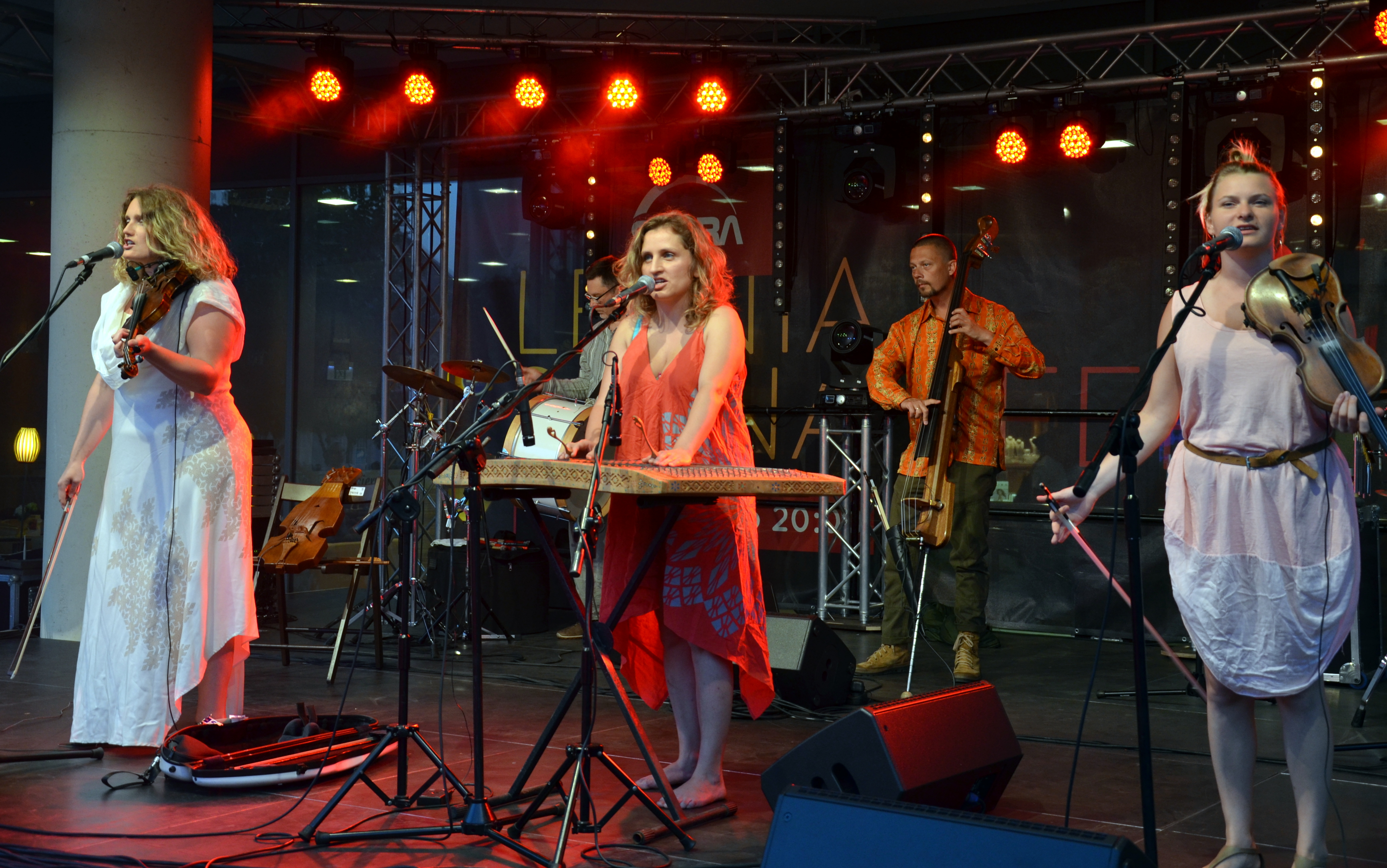
Koncert w Bielsku-Białej (2015)

Zespół wykonuje muzykę na klasycznych polskich instrumentach muzycznych używanych w tradycyjnej polskiej muzyce ludowej. Wykorzystuje również repliki historycznych zrekonstruowanych instrumentów jak fidel płocka oraz suka biłgorajska. Fidel została użyta m.in. podczas rejestracji materiału na płyty „Wiosna Ludu” oraz „Wykorzenienie”.

## Dyskografia
| Rok  | Tytuł                                                                       | Pozycja na liście |
| Rok  | Tytuł                                                                       | POL               |
| ---- | --------------------------------------------------------------------------- | ----------------- |
| 1998 | HopSaSa - Data: 1998 - Wydawca: Kamahuk                                     | –                 |
| 2002 | Wiosna Ludu/People’s Spring - Data: 2002 - Wydawca: Orange World            | 35                |
| 2004 | Wykorzenienie/Uprooting - Data: 25 października 2004 - Wydawca: Jaro Medien | 6                 |
| 2008 | Wymixowanie/Upmixing - Data: 12 maja 2008 - Wydawca: Jaro Medien            | 48                |
| 2008 | Infinity - Data: 31 stycznia 2008 - Wydawca: Jaro Medien                    | 11                |
| 2012 | NORD - Data: 31 marca 2012 - Wydawca: Karrot Kommando                       | 21                |
| 2015 | Święto Słońca - Data: 7 października 2015 - Wydawca: Karrot Kommando        | –                 |
| 2017 | Re:akcja mazowiecka - Data: 16 grudnia 2017 - Wydawca: Karrot Kommando      | –                 |
| 2020 | Uwodzenie - Data: 30 listopada 2020 - Wydawca: Karrot Kommando              | –                 |
| 2024 | Sploty (+Bassałyki) - Data: 8 listopada 2024 - Wydawca: Karrot Kommando     | –                 |

| Rok  | Tytuł                                                                     |
| ---- | ------------------------------------------------------------------------- |
| 2009 | Serce - Data: 2009 - Wytwórnia: Jaro Medien                               |
| 2014 | Fly My Voice! (+ Mercedes Peón) - Data: 2014 - Wytwórnia: Karrot Kommando |

| Rok  | Tytuł            | Pozycja na liście |
| Rok  | Tytuł            | LP3               |
| ---- | ---------------- | ----------------- |
| 2005 | „W boru Kalinka” | 38                |

## Nagrody i wyróżnienia
| Rok  | Kategoria                            | Tytułem                | Nagroda         | Nota      | Źródło |
| ---- | ------------------------------------ | ---------------------- | --------------- | --------- | ------ |
| 2005 | Album roku etno/folk                 | Wykorzenienie          | Fryderyki 2005  | Laur      | [ 52 ] |
| 2009 | Produkcja muzyczna roku              | Wymixowanie            | Fryderyki 2009  | Nominacja | [ 53 ] |
| 2009 | Album roku folk/muzyka świata        | Wymixowanie            | Fryderyki 2009  | Laur      | [ 53 ] |
| 2009 | Autor roku                           | Kapela ze Wsi Warszawa | Fryderyki 2009  | Nominacja | [ 53 ] |
| 2009 | Grupa roku                           | Kapela ze Wsi Warszawa | Fryderyki 2009  | Nominacja | [ 53 ] |
| 2010 | Album roku folk/muzyka świata        | Infinity               | Fryderyki 2010  | Laur      | [ 54 ] |
| 2010 | Grupa roku                           | Kapela ze Wsi Warszawa | Fryderyki 2010  | Nominacja | [ 54 ] |
| 2016 | Album roku muzyka korzeni            | Święto Słońca          | Fryderyki 2016  | Laur      | [ 55 ] |
| 2018 | Album roku muzyka korzeni            | Re:akcja mazowiecka    | Fryderyki 2018  | Laur      | [ 56 ] |
| 2025 | plebiscyt na folkową płytę roku 2024 | Sploty                 | Wirtualne Gęśle | Laur      | [ 57 ] |